# Alodia Kawecka-Gryczowa

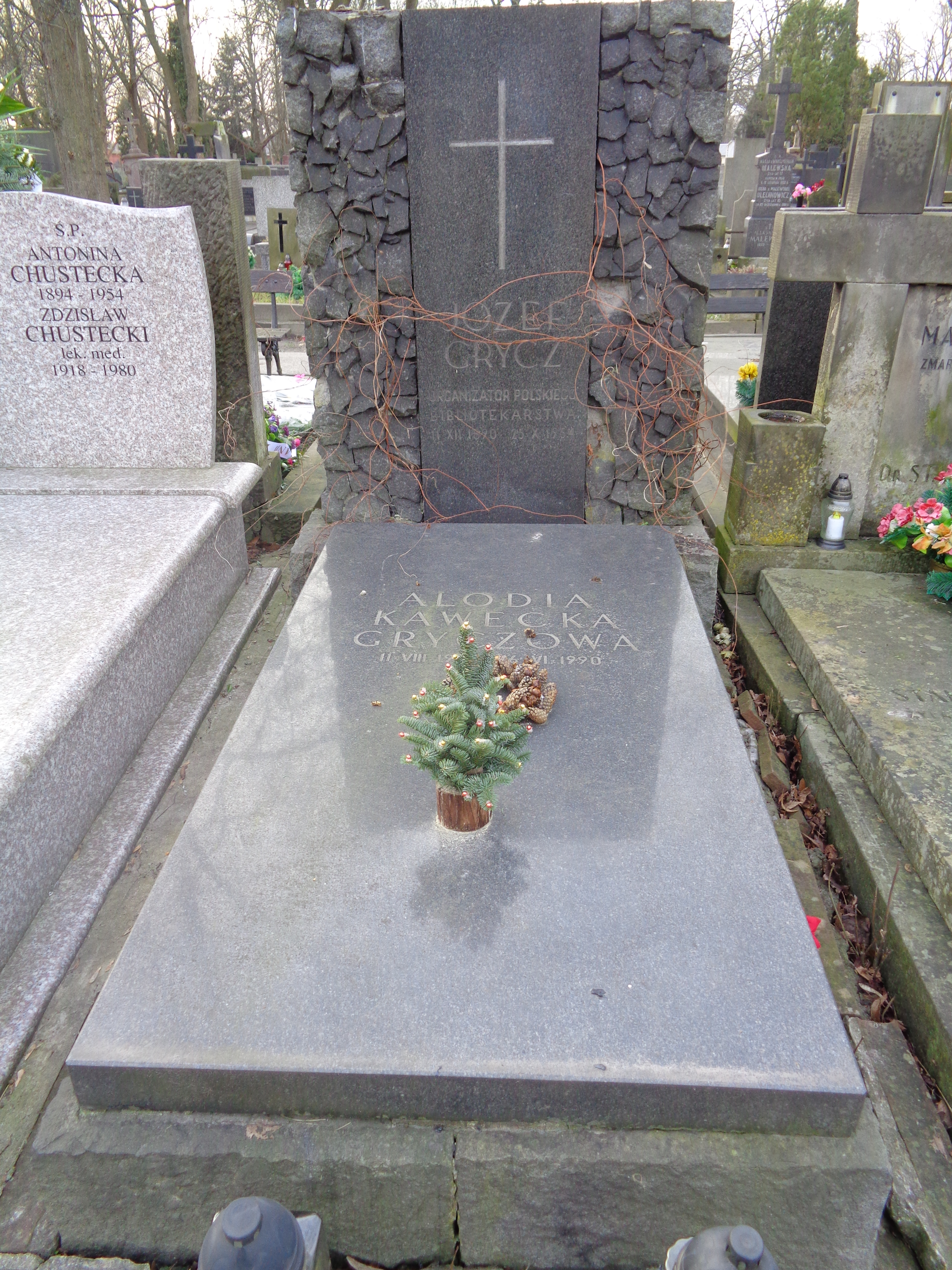
Das Grab von Józef und Alodia Kawecka-Gryczowa auf dem Powązki-Friedhof

 Alodia Kawecka-Gryczowa (* 11. August 1903 in Warschau, Polen; † 16. Juni 1990 ebenda) war eine polnische Historikerin und Bibliothekarin. Sie war Professorin und Leiterin des Labors für altpolnische Bibliographie des Instituts für Literaturforschung der Polnischen Akademie der Wissenschaften in Warschau.

## Leben und Werk
Kawecka-Gryczowa studierte Polnische Philologie und Kulturgeschichte an der Universität Warschau und der Jagiellonen-Universität in Krakau, wo sie 1928 ihren Abschluss erhielt. 1932 promovierte sie in Philosophie bei Stanisław Kot an der Jagiellonen-Universität. 1954 wurde sie außerordentliche Professorin.
Sie arbeitete von 1928 bis 1930 in der Kórnik-Bibliothek. Während des Krieges arbeitete sie als Freiwillige in der Nationalbibliothek. Im Mai 1945 begann sie im Bildungsministerium zu arbeiten und organisierte zusammen mit ihrem Ehemann Józef Grycz die Abteilung für alte Bücher, die 1950 in die Nationalbibliothek eingegliedert wurde. Gleichzeitig kehrte Kawecka-Gryczowa in die Nationalbibliothek zurück, wo sie mit der Leitung des Zentrums und der Abteilung für Alte Drucke betraut wurde. 1954 wurde sie zur außerordentlichen Professorin ernannt. Unter ihrer Leitung wurde an der Restaurierung des Zentralkatalogs der Inkunabeln in Polen und an der Erstellung eines Zentralkatalogs alter Drucke gearbeitet. Ein wichtiges Element ihrer Tätigkeit in der Nationalbibliothek waren Ausstellungen zur Geschichte des polnischen Drucks, deren Autorin, Beauftragte oder wissenschaftliche Beraterin sie war.
Sie war Mitglied der wissenschaftlichen Beiräte der Kórnik-Bibliothek, der Nationalbibliothek und des Instituts für Literaturforschung der Polnischen Akademie der Wissenschaften. Sie beteiligte sich an den Arbeiten der Gesellschaft der Buchfreunde in Warschau, der Gesellschaft für das Studium der Geschichte der Reformation in Polen, der Kommission für Forschungen zur Renaissance und Reformation und der Wissenschaftlichen Gesellschaft Warschau.
Die Bibliographie von Kawecka-Gryczowa umfasst Werke zur Geschichte des Buchdrucks und der Bibliotheken, hauptsächlich während der Renaissance und der Reformation. Sie trug auch zur Rettung polnischer Bücher während des Zweiten Weltkriegs bei.

## Auszeichnungen und Ehrungen
- 1954: Ritterkreuz des Ordens Polonia Restituta
- 1965: Odznaka 1000-lecia Państwa Polskiego (Abzeichen zum 1000-jährigen Jubiläum des polnischen Staates)
- 1965: Abzeichen „Verdienstvoller Kulturaktivist “
- 1972: Goldenes Abzeichen des Zakład im Ossoliński
- 1972: Ehrenabzeichen des Verbandes Polnischer Bibliothekare
- 1984: Offizierskreuz des Ordens Polonia Restituta
- 1986: Abzeichen der Gesellschaft der Buchfreunde
- 1990: Ehrendoktorwürde der Universität Breslau

## Veröffentlichungen (Auswahl)
- 1974: Ariańskie oficyny wydawnicze Rodeckiego i Sternackiego.
- 1975: Z dziejów polskiej książki w okresie Renesansu.
- 1988: Biblioteka ostatniego Jagiellona.